# Болдырев, Владимир Михайлович
Влади́мир Миха́йлович Бо́лдырев (27 мая 1915 — 10 марта 1998) — советский ветеринарный врач, лауреат Государственной премии СССР (1973). Заслуженный ветеринарный врач Башкирской АССР (1965). Участник Великой Отечественной войны.

## Биография
Родился 27 мая 1915 года в д. Мухановка Пензенской губернии (ныне — в Лямбирском районе Мордовии).
В 1938 году окончил Саратовский зооветеринарный институт.
Работал по специальности в должности директора республиканской ветеринарной клиники с 1950 года. В 1952—1960 годы — главный ветеринарный врач, в 1966—1975 — начальник отдела Министерства сельского хозяйства Башкирской АССР, в 1960—1966 — директор Башкирской научно-производственной ветеринарной лаборатории.
В Башкирии проводил ликвидацию эпизоотии бруцеллёза, трихофитии, туберкулёза, чумы свиней и птиц, ящура, внедрял вакцину ТФ-130 от трихофитии.

## Награды и звания
- Государственная премия  СССР (1973)
- Ордена Отечественной войны 2-й степени (1946, 1985), Трудового Красного Знамени (1971), Красной Звезды (1946), «Знак Почёта» (1966).